# Gare d'Aumale
La gare d'Aumale est une gare ferroviaire française de la ligne d'Épinay - Villetaneuse au Tréport - Mers, située sur le territoire de la commune d'Aumale, dans le département de la Seine-Maritime, en région Normandie.
C'est une halte voyageurs de la Société nationale des chemins de fer français (SNCF), desservie par des trains TER Hauts-de-France.

## Situation ferroviaire

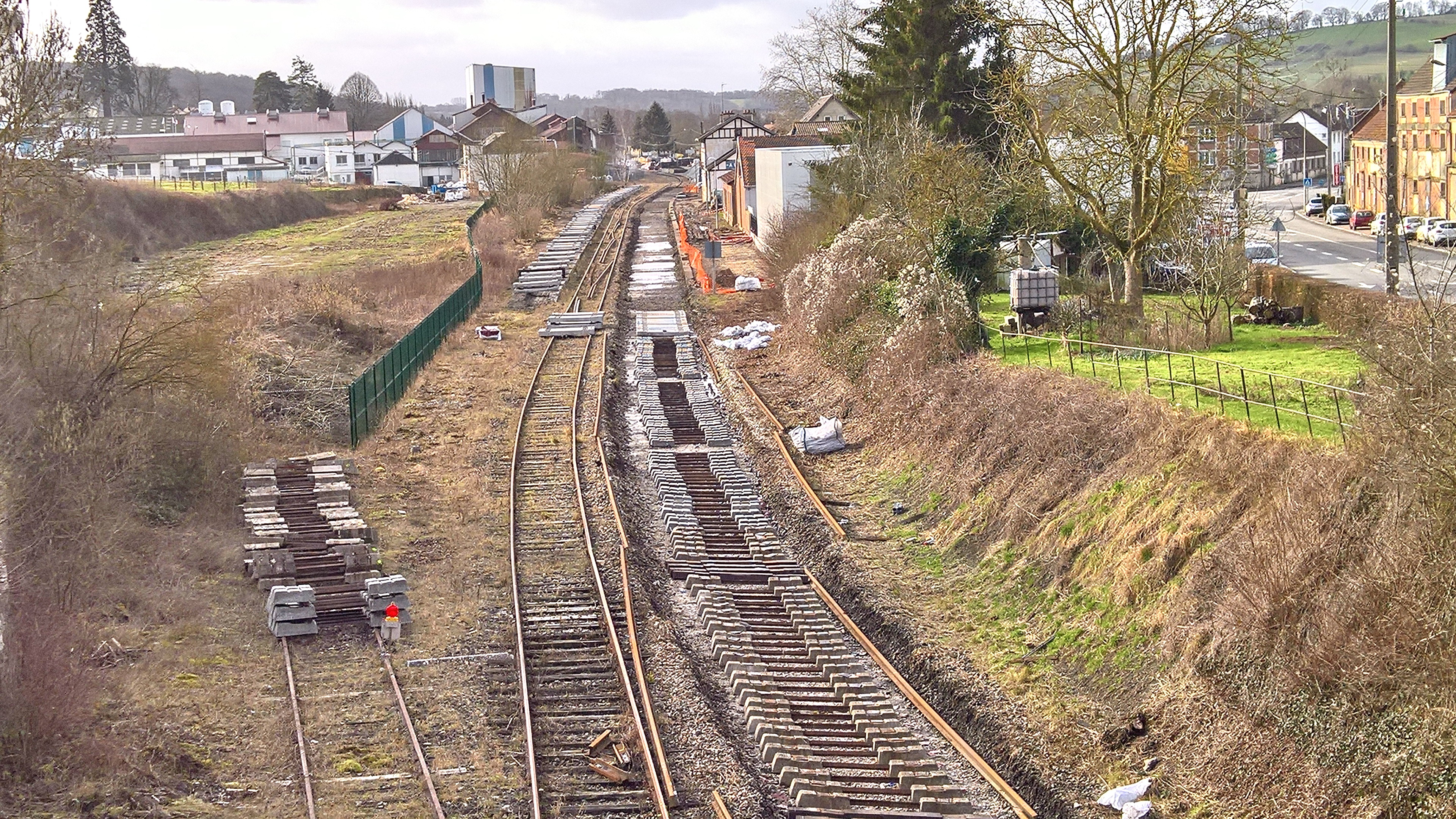
La gare en février 2019, pendant le renouvellement intégral de la voie de la ligne.

Établie à 124 mètres d'altitude, la gare d'Aumale est située au point kilométrique (PK) 136,117 de la ligne d'Épinay - Villetaneuse au Tréport - Mers (section à voie unique), entre les gares ouvertes d'Abancourt et de Blangy-sur-Bresle.
C'est une ancienne gare d'échange, avec la ligne de chemin de fer secondaire à voie métrique d'Amiens à Envermeu des Chemins de fer départementaux de la Somme.
Elle disposait d'une voie d'évitement qui permettait le croisement des trains.

## Histoire
Le projet de passage du chemin de fer à Aumale est officialisé par le décret de la déclaration d'utilité publique du chemin de fer d'intérêt local du Tréport à Abancourt, le 18 décembre 1869. Le cahier des charges, de la convention du vingt-sept août, prévoit un tracé passant « par ou près » d'Aumale.
Aumale était également desservie par la ligne du chemin de fer secondaire à voie métrique d'Amiens (Gare Saint-Roch) à Envermeu du réseau des Chemins de fer départementaux de la Somme, concédé à la Société générale des chemins de fer économiques (SE).
Pour 2018, la SNCF estime la fréquentation annuelle de cette gare à 1 700 voyageurs, nombre arrondi à la centaine la plus proche.
Aumale était une gare marchandises de Fret SNCF. Le service se limitait au transport par train massif, en gare ou sur une installation terminale embranchée.

## Service des voyageurs

### Accueil
Halte SNCF, c'est un point d'arrêt non géré (PANG) à accès libre.
L'accueil en 2012/13 d'une dizaine de voyageurs journaliers, chiffre faible et en légère baisse sur les comptages de 2003, amène la SNCF à s'interroger sur le maintien de la halte d'Aumale, ce qui réduirait les frais d'entretien de la ligne et permettrait de réduire les temps de trajets des trains.

### Desserte
La halte est desservie est desservie par des trains TER Hauts-de-France, qui effectuent des missions entre les gares de Beauvais, ou d'Abancourt, et du Tréport - Mers.

### Intermodalité
Le stationnement des véhicules est possible sur la place de la Gare, à proximité de l'ancien bâtiment voyageurs.

## Patrimoine ferroviaire

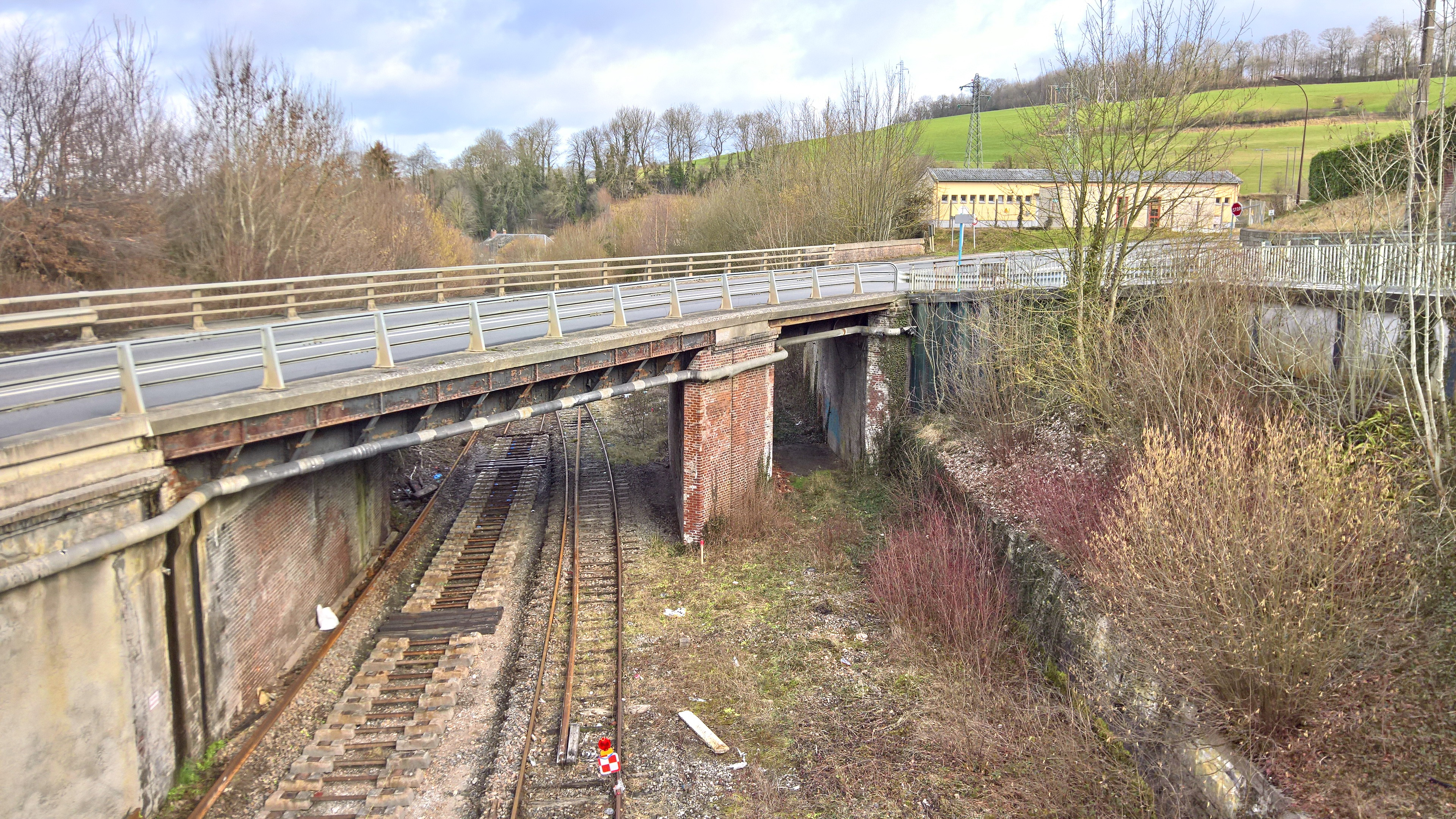
Travaux de réfection de la ligne en février 2019, sous le pont de l'ex-RN 29.
À droite de la pile du pont passait la voie métrique de la ligne d'Amiens à Envermeu.

L'ancien bâtiment voyageurs (BV), construit par la Compagnie du chemin de fer du Tréport, doté d'une marquise par la Compagnie du Nord, puis rénové en style régional avec des colombages décoratifs, est désaffecté du service ferroviaire. En outre, la halle à marchandises d'un plan-type standard « Nord » subsiste.
À l'origine, il était proche du BV autrefois présent en gare de Longroy - Gamaches mais s'en distingue par la présence de deux ailes de part et d'autre du large corps central.
Par ailleurs, les installations à voie métrique du chemin de fer secondaire, situées à l'est des voies principales, n'existent plus. Toutefois, le pont supportant l'ex-RN 29 comprend toujours une travée permettant le passage de l'ancienne plate-forme de la voie ferrée départementale.

La gare, dans les années 1900
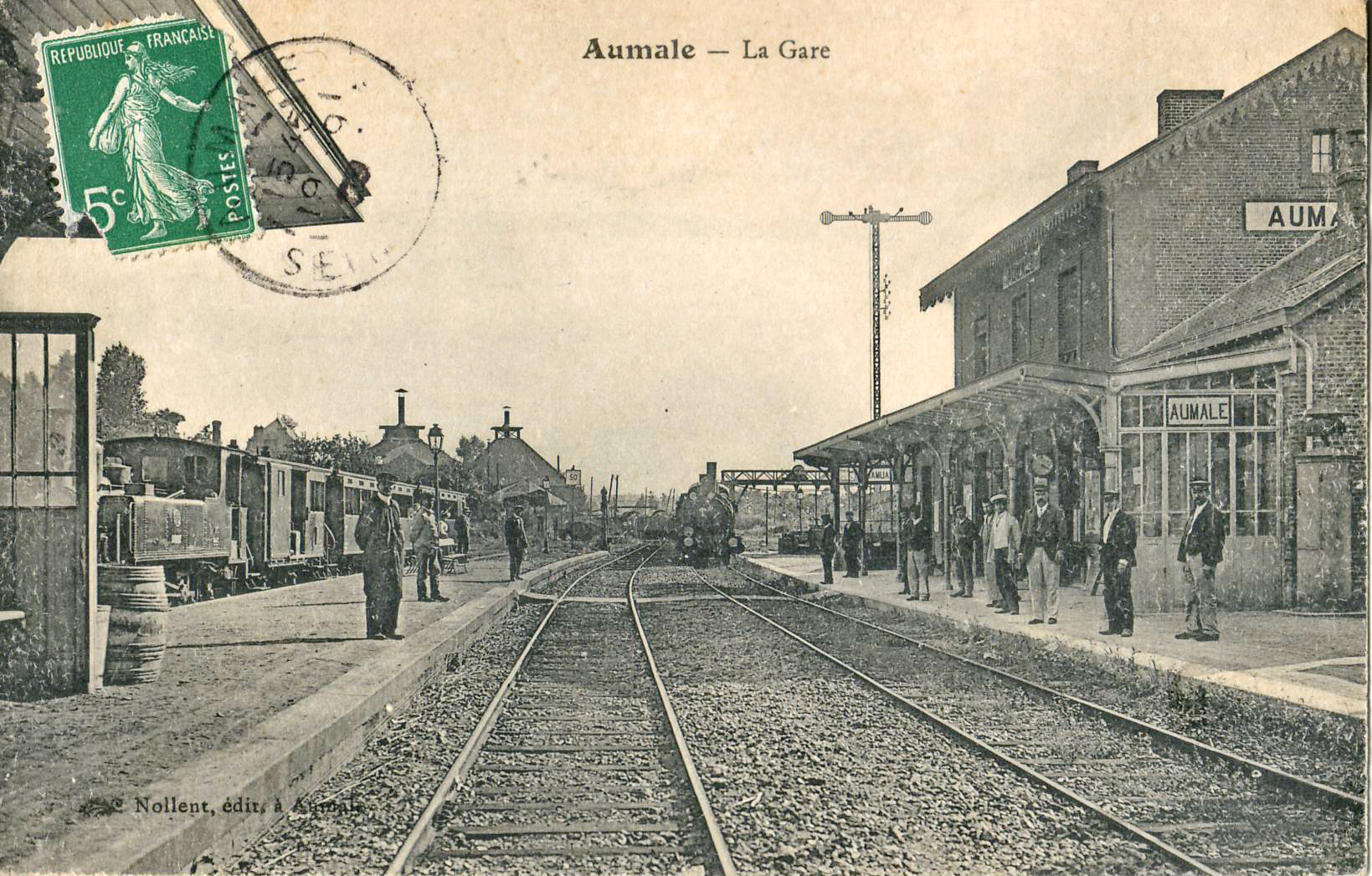
À gauche, un train du chemin de fer secondaire vers Amiens et, à droite, un train de la Compagnie du Nord vers Le Tréport.
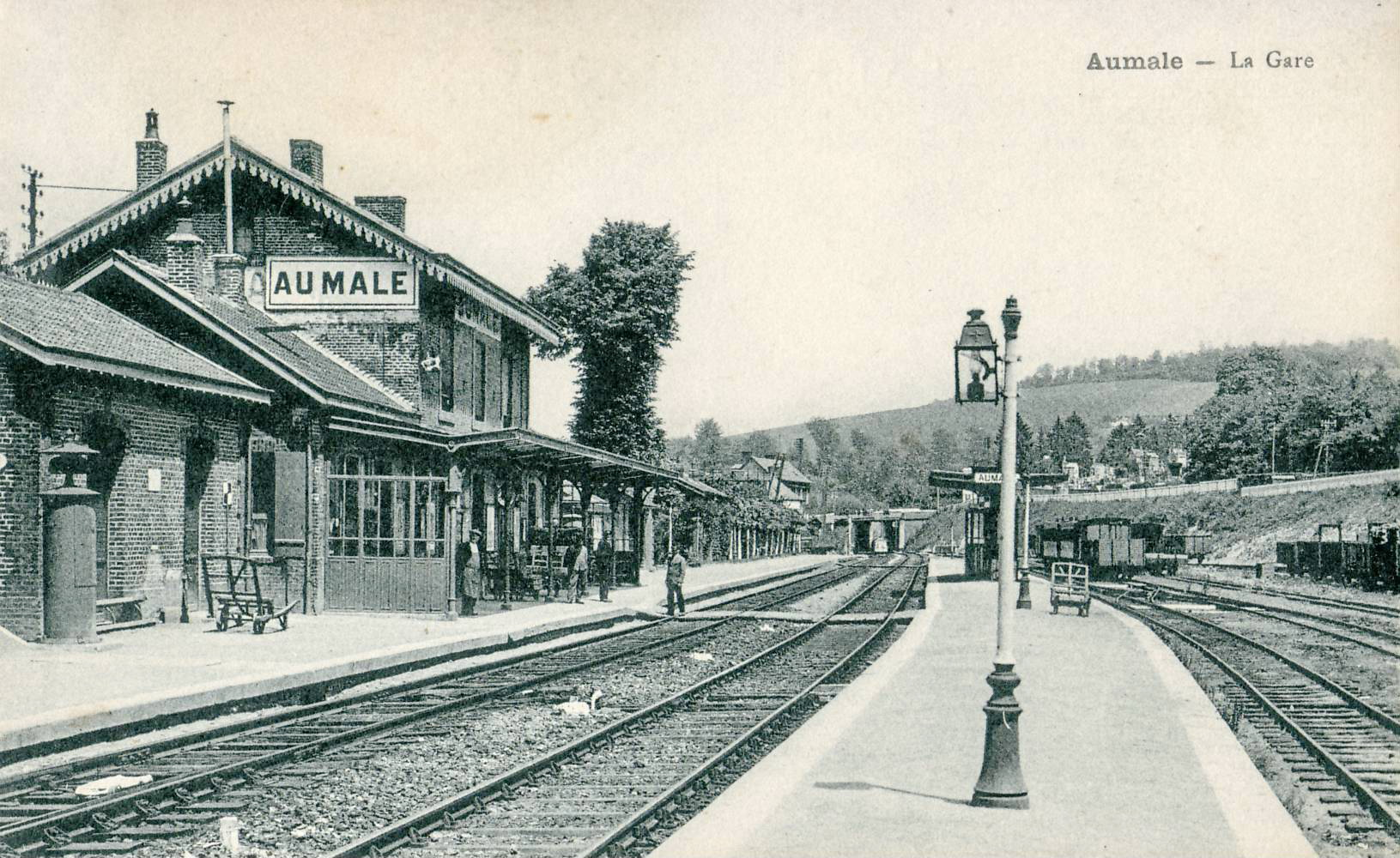
Le bâtiment de la gare, typiquement d'architecture Compagnie du Nord.
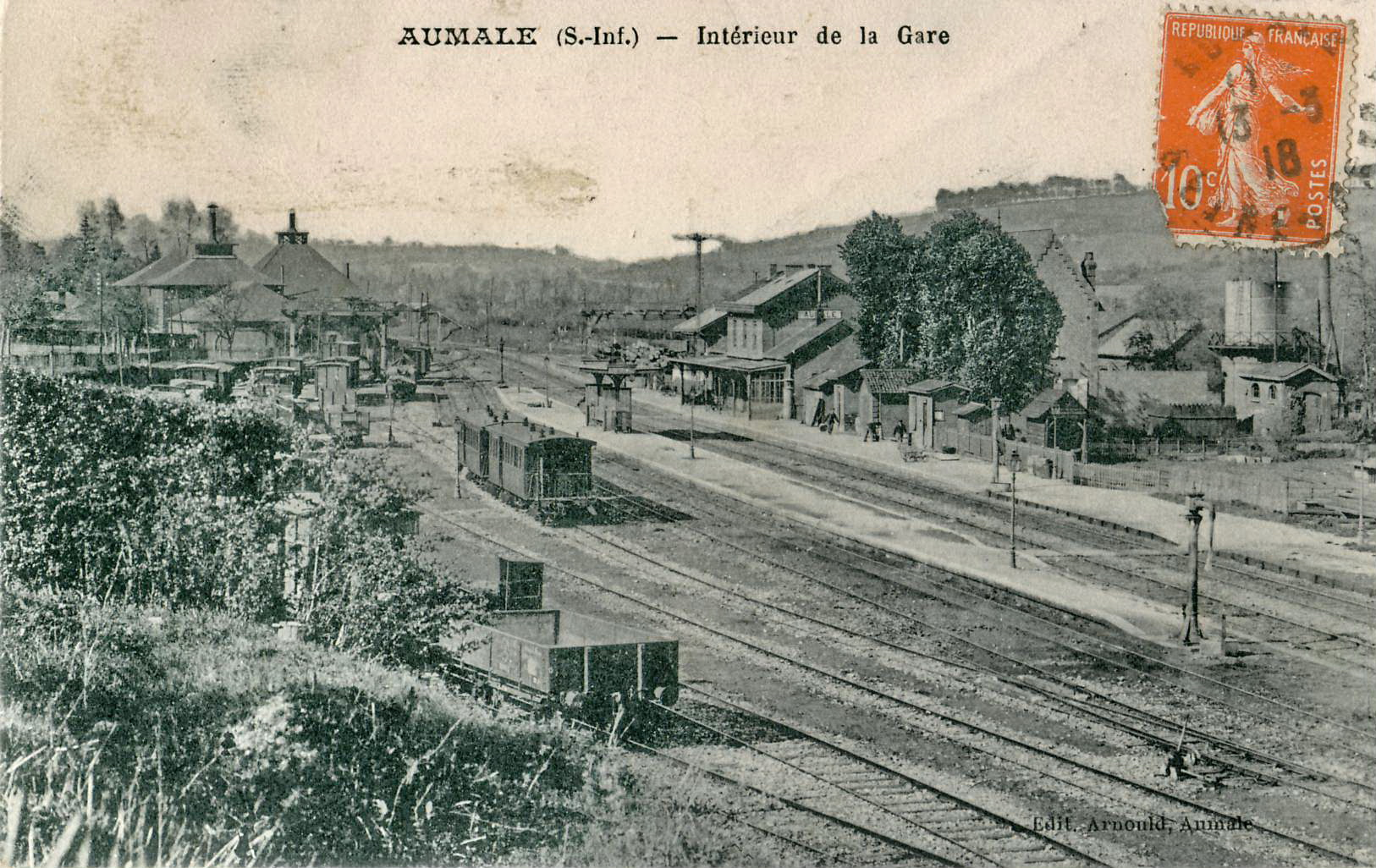
Au premier plan, les voies de la ligne à voie métrique et, au second plan, les voies de la ligne de Paris au Tréport.